# Jean-Baptiste Taffart
Jean-Baptiste Taffart ou Taffard, né le 22 octobre 1743 à La Teste et mort à bord du vaisseau Le Palmier en rade de Fort-Royal en Martinique le 25 février 1780, est un magistrat, maître des requêtes et intendant français de l'Ancien Régime.

## Biographie
Jean-Baptiste Taffart est né le 22 octobre 1743 à La Teste. Il est issu d'une famille de la bourgeoisie de Bordeaux, agrégée à la noblesse au cours du XVIIIe siècle. La filiation suivie remonte à son grand-père, N. Taffart, commissaire de la marine à Bordeaux. Jean-Baptiste Taffart est le fils de Nicolas Taffart (1696-1781), conseiller à la cour des aides de Bordeaux,, et de Marie Baleste Tahart.

### Carrière
Jean-Baptiste Taffart est conseiller au parlement de Bordeaux, le 12 décembre 1764 et maître des requêtes du 31 décembre 1774 à sa mort.
Il est nommé intendant de Saint-Domingue, le 28 octobre 1779, en remplacement de Jean-Baptiste Guillemin de Vaivre, mais meurt pendant le voyage pour rejoindre son poste, le 25 février 1780, à bord du vaisseau Le Palmier en rade de Fort-Royal en Martinique.

### Mariage et descendance
Jean-Baptiste Taffart épouse Jeanne Gourgon de Précy, née le 7 septembre 1749 à Gujan-Mestras et morte en 1813. Elle est la fille de Jacques Gourgon de Précy et de Marie Godenèche. Après son mariage, elle fait partie des femmes qui fréquentent assidument Nicolas Beaujon et qui deviennent ses hôtesses dans son hôtel d'Évreux. Elle se remarie le 9 août 1785 à Paris avec Louis Adrien Prévost d'Arlincourt (1744-1794), fermier général.
Jean-Baptiste Taffart et Jeanne Gourgon de Précy ont quatre enfants :
- Jean-Baptiste Marie Louis Taffart, né à Bordeaux le 24 décembre 1767 et mort après 1785 ;
- Marie Élisabeth Alexandrine Taffart, née à Bordeaux le 5 mars 1772 et morte après 1785 ;
- Marie Victoire Éléonore Taffart, née à Bordeaux le 23 novembre 1773 et morte à dans l'ancien 2e arrondissement de Paris le 20 juin 1830, épouse le 23 germinal an II (12 avril 1794) Armand Thomas Cugnot, baron de l'Épinay (1775-1809) ;
- un enfant né en 1779 et mort en bas âge après février 1780[2].